# Sông Zuata
Sông Zuata là một con sông của Venezuela. Sông Zuata là một phần của lưu vực sông Orinoco.